# 원피스 9기
일본 애니메이션 《원피스》 9기 '에니에스 로비 편'(エニエス·ロビー編)은 오다 에이치로의 원작 만화를 기반으로 도에이 애니메이션이 제작하고 우다 고노스케가 감독한 아홉 번째 시즌이다. 2006년 5월 21일부터 2007년 12월 23일까지 일본 후지 TV에서 처음 방송되었으며, 회차는 총 72회 (264화~336화)에 달한다.
일본에서는 2006년 5월 21일부터 2007년 12월 23일까지 후지 텔레비전에서 방영되었으며 에니에스 로비 편의 각 3화 분량을 담은 DVD 19편이 2008년 1월 9일부터 2009년 9월 2일까지 아벡스모드 (Avex Mode)에서 발매되었다. 2008년 5월 23일에는 전편이 수록된 단일 DVD가 출시되었다. 대한민국에서는 2012년 투니버스를 통해 더빙으로 처음 방영되었으며 이후 대원방송에서 재더빙을 거쳤다. 투니버스의 방영분은 9기로 동일했으나, 대원방송에서는 이전 시즌들과의 분량 배분으로 8기~10기로 구분되었다.
에니에스 로비 편에서는 밀짚모자 해적단이 기관사 코코로가 조종하는 해상열차 '로켓맨'을 타고 매년 워터 세븐을 덮치는 해류 '아쿠아 라구나'를 헤쳐나간 뒤, 우솝의 또다른 자아인 '저격왕'과 프랑키 패릴리, 조선회사 '갈레라 컴퍼니'의 조선공들과 스모 선수 개구리 '요코즈나'와 함께 '사법의 섬' 에니에스 로비를 습격하여 동료 니코 로빈과 프랑키를 구출하는 내용을 담았다. 세계정부의 암살조직인 CP9을 상대하여 무찌른 밀짚모자 해적단은 세계정부의 합동포격 작전인 '버스터 콜'로 전멸할 위기에서 벗어나 고잉메리호의 마지막 순간을 함께한 뒤, 워터세븐으로 돌아와 프랑키를 정식 동료로 맞이하고 새로운 모험선 사우전드 써니 호에 승선한다.
방영 당시 원작의 연재분을 거의 따라잡은 관계로 본편과는 별개의 특집편과 오리지널 에피소드가 다수 편성되었다. 첫째로 '밀짚모자 극장 & 밀짚모자 해적단'(麦わら劇場&麦わら海賊譚)이라는 제목으로 밀짚모자 해적단의 각 동료들의 이야기를 담은 과거 방영분을 5회에 걸쳐 방영하였다. 과거 4:3 풀스크린 방영분을 16:9 와이드스크린 비율로 바꿔 21분간 편성한 뒤 끝부분에 '밀짚모자 극장'이라는 3분 분량의 미니 애니메이션을 추가하는 방식으로 이루어졌다. 이는 원작가 오다 에이치로가 팬 잡지 <원피스 로그>에 연재했던 단편만화를 애니메이션화한 것이다. 둘째로 '시대극 루피두목 포물첩'(時代劇 ｢ルフィ親分捕物帖｣)이란 제목으로 일본 시대극 배경의 스핀오프 에피소드를 3회에 걸쳐 방영하였다. 에니에스 로비 사건을 마무리한 뒤에 진행되는 '아이스 헌터' 편에서는 해적기를 수집하는 취미를 가진 아치노 일당으로부터 깃발을 되찾는다는 오리지널 에피소드가 전개되었다. 마지막으로 '쵸파맨'을 주인공으로 한 특집편 1회가 방영되었다.
원피스 9기에서 8기에서 사용된 오프닝곡은 4곡, 엔딩곡은 2곡이다. 오프닝곡의 경우 D-51의 〈Brand New World〉가 에니에스로비편 초반부 15화에 걸쳐 사용되었으며, 이후 밀짚모자 해적단 성우들이 직접 부른 〈We Are! ~7인의 밀짚모자 해적단 편~〉 (ウィーアー!〜7人の麦わら海賊団篇〜)이 '밀짚모자 극장' 특별편 5화에 사용되었다. 그 직후 타키 & 츠바사의 〈Crazy Rainbow〉가 에니에스로비 후반부, 325화까지 사용되었으며, 나머지 방영분에는 5050의 〈Jungle P〉가 사용되었다. 엔딩곡으로는 델리카테센의 〈Adventure World〉가 첫 15화에, 이후 밀짚모자 해적단 성우들이 부른 〈Family〉가 밀짚모자 극장 특별편에 사용됐다. 나머지 방영분에서는 엔딩곡이 폐지되었다. 대한민국에서는 2012년 투니버스 더빙판 당시 오프닝곡으로 김경호의 〈꿈이 있기에〉가, 엔딩곡으로 바다의 〈세상 저 끝까지〉가 사용되었으며, 대원방송판에서는 오프닝곡으로 코요태의 〈우리의 꿈〉이, 엔딩곡으로 신지의 〈나를 너에게〉가 사용되었다.

## 회차 정보
| 에니에스 로비 편 |    |                                      |                                             |                   |   |                  |                 |
| 264              | 1  | "                                    | 알 수 없음                                  | 알 수 없음        | - | 2006년 5월 21일  | -               |
| 265              | 2  | "                                    | 알 수 없음                                  | 알 수 없음        | - | 2006년 5월 21일  | -               |
| 266              | 3  | "                                    | 알 수 없음                                  | 알 수 없음        | - | 2006년 5월 21일  | -               |
| 267              | 4  | "                                    | 알 수 없음                                  | 알 수 없음        | - | 2006년 5월 21일  | -               |
| 268              | 5  | "                                    | 알 수 없음                                  | 알 수 없음        | - | 2006년 5월 21일  | -               |
| 269              | 6  | "                                    | 알 수 없음                                  | 알 수 없음        | - | 2006년 5월 21일  | -               |
| 270              | 7  | "                                    | 알 수 없음                                  | 알 수 없음        | - | 2006년 5월 21일  | -               |
| 271              | 8  | "                                    | 알 수 없음                                  | 알 수 없음        | - | 2006년 5월 21일  | -               |
| 272              | 9  | "                                    | 알 수 없음                                  | 알 수 없음        | - | 2006년 5월 21일  | -               |
| 273              | 10 | "                                    | 알 수 없음                                  | 알 수 없음        | - | 2006년 5월 21일  | -               |
| 274              | 11 | "                                    | 알 수 없음                                  | 알 수 없음        | - | 2006년 5월 21일  | -               |
| 275              | 12 | "                                    | 알 수 없음                                  | 알 수 없음        | - | 2006년 5월 21일  | -               |
| 276              | 13 | "                                    | 알 수 없음                                  | 알 수 없음        | - | 2006년 5월 21일  | -               |
| 277              | 14 | "                                    | 알 수 없음                                  | 알 수 없음        | - | 2006년 5월 21일  | -               |
| 278              | 15 | "                                    | 알 수 없음                                  | 알 수 없음        | - | 2006년 5월 21일  | -               |
| 279              | 16 | "                                    | 알 수 없음                                  | 알 수 없음        | - | 2006년 5월 21일  | -               |
| 280              | 17 | "                                    | 알 수 없음                                  | 알 수 없음        | - | 2006년 5월 21일  | -               |
| 281              | 18 | "                                    | 알 수 없음                                  | 알 수 없음        | - | 2006년 5월 21일  | -               |
| 282              | 19 | "                                    | 알 수 없음                                  | 알 수 없음        | - | 2006년 5월 21일  | -               |
| 283              | 20 | "                                    | 알 수 없음                                  | 알 수 없음        | - | 2006년 5월 21일  | -               |
| 284              | 21 | "                                    | 알 수 없음                                  | 알 수 없음        | - | 2006년 5월 21일  | -               |
| 285              | 22 | "                                    | 알 수 없음                                  | 알 수 없음        | - | 2006년 5월 21일  | -               |
| 286              | 23 | "                                    | 알 수 없음                                  | 알 수 없음        | - | 2006년 5월 21일  | -               |
| 287              | 24 | "                                    | 알 수 없음                                  | 알 수 없음        | - | 2006년 5월 21일  | -               |
| 288              | 25 | "                                    | 알 수 없음                                  | 알 수 없음        | - | 2006년 5월 21일  | -               |
| 289              | 26 | "                                    | 알 수 없음                                  | 알 수 없음        | - | 2006년 5월 21일  | 2013년 3월 13일 |
| 290              | 27 | "                                    | 알 수 없음                                  | 알 수 없음        | - | 2006년 5월 21일  | -               |
| 291              | 28 | "                                    | 알 수 없음                                  | 알 수 없음        | - | 2006년 5월 21일  | -               |
| 292              | 29 | "                                    | 알 수 없음                                  | 알 수 없음        | - | 2007년 1월 1일   | -               |
| 293              | 30 | "                                    | 알 수 없음                                  | 알 수 없음        | - | 2007년 1월 1일   | -               |
| 294              | 31 | "                                    | 알 수 없음                                  | 알 수 없음        | - | 2007년 1월 1일   | -               |
| 295              | 32 | "                                    | 알 수 없음                                  | 알 수 없음        | - | 2007년 1월 1일   | -               |
| 296              | 33 | "                                    | 알 수 없음                                  | 알 수 없음        | - | 2007년 1월 1일   | -               |
| 297              | 34 | "                                    | 알 수 없음                                  | 알 수 없음        | - | 2007년 1월 1일   | -               |
| 298              | 35 | "                                    | 알 수 없음                                  | 알 수 없음        | - | 2007년 1월 1일   | -               |
| 299              | 36 | "                                    | 알 수 없음                                  | 알 수 없음        | - | 2007년 1월 1일   | -               |
| 300              | 37 | "                                    | 알 수 없음                                  | 알 수 없음        | - | 2007년 1월 1일   | -               |
| 301              | 38 | "                                    | 알 수 없음                                  | 알 수 없음        | - | 2007년 1월 1일   | -               |
| 302              | 39 | "                                    | 알 수 없음                                  | 알 수 없음        | - | 2007년 1월 1일   | -               |
| 303              | 40 | "                                    | 알 수 없음                                  | 알 수 없음        | - | 2007년 1월 1일   | -               |
| 304              | 41 | "                                    | 알 수 없음                                  | 알 수 없음        | - | 2007년 1월 1일   | -               |
| 305              | 42 | "                                    | 알 수 없음                                  | 알 수 없음        | - | 2007년 1월 1일   | -               |
| 306              | 43 | "                                    | 알 수 없음                                  | 알 수 없음        | - | 2007년 1월 1일   | -               |
| 307              | 44 | "                                    | 알 수 없음                                  | 알 수 없음        | - | 2007년 1월 1일   | -               |
| 308              | 45 | "                                    | 알 수 없음                                  | 알 수 없음        | - | 2007년 1월 1일   | -               |
| 309              | 46 | "                                    | 알 수 없음                                  | 알 수 없음        | - | 2007년 1월 1일   | -               |
| 310              | 47 | "                                    | 알 수 없음                                  | 알 수 없음        | - | 2007년 1월 1일   | -               |
| 311              | 48 | "                                    | 알 수 없음                                  | 알 수 없음        | - | 2007년 1월 1일   | -               |
| 312              | 49 | "                                    | 알 수 없음                                  | 알 수 없음        | - | 2007년 1월 1일   | -               |
| 313              | 50 | "                                    | 알 수 없음                                  | 알 수 없음        | - | 2007년 1월 1일   | -               |
| 314              | 51 | "                                    | 알 수 없음                                  | 알 수 없음        | - | 2007년 1월 1일   | -               |
| 315              | 52 | "                                    | 알 수 없음                                  | 알 수 없음        | - | 2007년 1월 1일   | -               |
| 316              | 52 | "                                    | 알 수 없음                                  | 알 수 없음        | - | 2007년 1월 1일   | -               |
| 317              | 53 | "                                    | 알 수 없음                                  | 알 수 없음        | - | 2007년 1월 1일   | -               |
| 318              | 54 | "ヤガラを探す少女! 水の都大捜査線!"  | 우에도 요시히로                             | 가미사카 히로히코 | - | 2007년 7월 8일   | -               |
| 319              | 55 | "母は強し! ゾロのドタバタ家事手伝い" | 오니시 게이스케 (감독) 시다 나오토시 (작화) | 나오키 코가       | - | 2007년 7월 15일  | -               |
| 320              | 56 | "サンジ衝撃! 謎の爺さんと激ウマ料理" | 소노다 마코토                               | 스가 요시유키     | - | 2007년 7월 22일  | -               |
| 321              | 57 | "ついに全員賞金首! 6億超えの一味!"   | 가쿠도 히로유키                             | 스가 요시유       | - | 2007년 8월 19일  | -               |
| 322              | 58 | "海を臨む百獣の王! 夢の船堂々完成!"  | 이토 나오유키                               | 가미사카 히로히   | - | 2007년 8월 26일  | -               |
| 323              | 59 | "さらば愛しき子分達! フランキー発つ" | 우에도 요시히로                             | 스가 요시유키     | - | 2007년 9월 2일   | -               |
| 324              | 60 | "出港水の都! 男ウソップ決闘のケジメ" | 도코로 가쓰미                               | 스가 요시유키     | - | 2007년 9월 9일   | -               |
| 325              | 61 | "めぐる手配書! 故郷は踊る 船は進む!" | 엔도 데쓰야                                 | 나오키 코         | - | 2007년 9월 16일  | -               |
| 326              | 62 | "最凶の能力! エースを襲う黒ひげの闇" | 이케다 요코                                 | 가미사카 히로히코 | - | 2007년 9월 23일  | -               |
| 아이스 헌터 편   |    |                                      |                                             |                   |   |                  |                 |
| 326              | 63 | "謎の海賊ご一行!サニー号と危険な罠"  | 사카이 무네히사                             | 가미사카 히로히코 | - | 2007년 10월 14일 | -               |
| 327              | 64 | "サニー号ピンチ!唸れ超速の秘密メカ"  | 미야모토 히로아키                           | 스가 요시유키     | - | 2007년 10월 21일 | -               |
| 328              | 65 | "新世界に沈む夢!失意の海賊パズール"  | 이마무라 다카히로                           | 나오키 코가       | - | 2007년 10월 28일 | -               |
| 329              | 66 | "                                    | 사토 히로유키 (감독) 시다 나오토시 (작화)   | 마쓰모토 타쿠야   | - | 2007년 11월 4일  | -               |
| 330              | 67 | "大苦戦麦わら一味!旗にかける海賊魂"  | 와타나베 스미오                             | 사쿠라이 츠요시   | - | 2007년 11월 11일 | -               |
| 331              | 68 | "暑苦しさ全開! 迫る双子の磁力パワー" | 사토 히로유키 (감독) 소노다 마코토 (작화)   | 무라야마 이사오   | - | 2007년 11월 18일 | -               |
| 332              | 69 | "大混乱の館! 怒るドンと囚われの一味" | 도코로 가쓰미                               | 다카하시 요이치   | - | 2007년 11월 25일 | -               |
| 333              | 70 | "不死鳥ふたたび! 友に誓う海賊旗の夢" | 엔도 데쓰야                                 | 스가 요시유키     | - | 2007년 12월 2일  | -               |
| 334              | 71 | "                                    | 와타나베 스미오 (감독) 요코야마 겐지 (작화) | 스가 요시유키     | - | 2007년 12월 9일  | -               |
| 335              | 72 | "新世界で待つ! 勇ましき海賊との別れ" | 미야모토 히로아키                           | 나오키 코가       | - | 2007년 12월 16일 | -               |
| 336              | 73 | "出動チョッパーマン！守れ渚のＴＶ局" | 코가 고                                     | 마쓰모토 타쿠야   | - | 2007년 12월 23일 | -               |